# Шишкова Юзефа Іванівна
Юзефа Іванівна Шишкова (9 січня 1900 — 5 березня 1975) — передовик радянського сільського господарства, доярка колгоспу «12 Жовтень» Костромського району Костромської області, Герой Соціалістичної Праці (1949).

## Біографія
Народилася в 1900 році на території Литви в селянській родині. Завершила навчання тільки в одному класі школи. З 1908 року знаходилася в Санкт-Петербурзі. Працювала в няньок біля багатих городян. З 1915 року працювала у пральні. 
У 1918 році влаштувалася в госпіталь. Там познайомилася з майбутнім чоловіком Василем Поляковим, який знаходився на лікуванні після тяжкого поранення на фронті Першої світової війни. В 1920 році вони разом поїхали жити на його батьківщину. 
Після смерті Полякова, Юзефа повторно вийшла заміж за А.П. Шишкова, але в 1931 році знову овдовіла, залишившись одна з трьома дітьми. У 1929 році вступила в утворений колгосп в селі Саметь. У 1930 році стала працювати на фермі дояркою. У 1939 році досягла рекордного надою - 3744 літра від кожної корови в середньому за рік. 
У 1948 році зуміла отримати від восьми корів 5121 кілограм молока в середньому за рік. 
Указом Президії Верховної Ради СРСР від 4 липня 1949 року за отримання високих результатів у сільському господарстві і рекордні показники у тваринництві Юзефі Іванівні Шишковій було присвоєно звання Героя Соціалістичної Праці з врученням ордена Леніна і медалі «Серп і Молот». 
Продовжувала і далі працювати в сільському господарстві. У 1970-х роках вийшла на заслужений відпочинок. 
Проживала у родичів в місті Костромі. Померла 5 березня 1975 року.

## Нагороди
- золота зірка «Серп і Молот» (04.07.1949)
- три ордена Леніна (04.07.1949, 16.08.1950, 17.09.1951)
- Орден Трудового Червоного Прапора (25.08.1949)
- Медаль "За трудову доблесть" (1947)
- інші медалі.